# Sečovce
Sečovce (in ungherese Gálszécs) è una città della Slovacchia facente parte del distretto di Trebišov, nella regione di Košice.